# Antiphonaire de Hartker
L'antiphonaire de Hartker, ou plus précisément antiphonaire dit « de Hartker » est un antiphonaire complet en deux volumes, copié vers 1000, conservé par la bibliothèque de l'abbaye de Saint-Gall. Ce manuscrit est non seulement l'antiphonaire le plus ancien du chant grégorien mais aussi celui qui est apprécié et considéré comme le meilleur antiphonaire, en raison de ses richesse, cohérence, régularité et précision.

## Origine des manuscrits

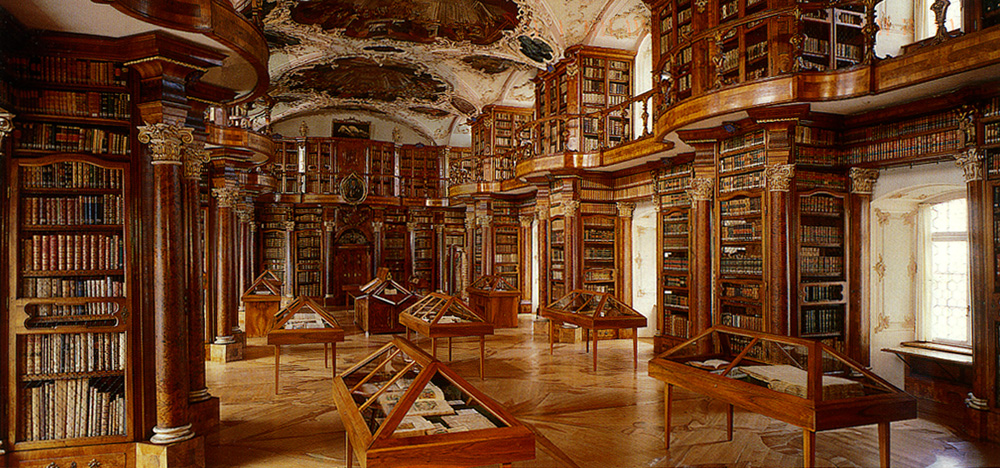
Bibliothèque abbatiale de Saint-Gall.

L'Antiphonarium officii, dit antiphonaire de Hartker fut parachevé à l'abbaye de Saint-Gall vers 1000, et est toujours conservé dans sa bibliothèque.
Il est attribué à l'un de ses moines : Hartker († 1011 ou 1017) d'où son nom. Un tableau dans le manuscrit « Hartker offre son manuscrit à Saint Gall » (no 390, folio 11) confirme l'origine de cet antiphonaire (Hartker n'a pas connu saint Gall qui est décédé au VIIe siècle). 
Il s'agit d'un antiphonaire complet du chant grégorien, avec une notation sangallienne de très bonne qualité. Cependant, au XIIIe siècle, entre 1265 et 1277, il fut divisé en deux volumes tandis que quelques pages supplémentaires y furent ajoutées. C'est pourquoi, de nos jours, il se compose de deux tomes, no 390 et no 391.

## Œuvre auXVIIesiècle
En 1686, le cardinal Giuseppe Maria Tomasi, spécialiste de liturgie auprès du Saint-Siège, paracheva une œuvre monumentale Responsorialia et Antiphonaria Romanæ Ecclesiæ a S. Gregorio Magno disposita. Pour la première fois, tous les textes complets de deux antiphonaires, à savoir l'antiphonaire de Hartker et un ancien antiphonaire de Rome (Archivio San Pietro, B 79), se trouvaient dans un seul livre pour la comparaison. La réédition de cette œuvre parut encore à Rome en 1749, intitulée Opera omnia tome 4.

## Études et publications auxXIXeetXXesiècles
Après avoir visité l'abbaye de Saint-Gall en 1849, Louis Lambillotte publia en 1851 son fac-similé Antiphonaire de Saint Grégoire. En fait, il s'agissait du cantatorium de Saint-Gall no 359, car les responsables de la bibliothèque s'étaient trompés.
Puis, les moines de l'abbaye Saint-Pierre de Solesmes commencèrent à fréquenter cette abbaye, et l'antiphonaire de Hartker devint l'une des principales sources dans leurs recherches sur le chant grégorien. Lorsqu'en 1900, l'atelier de Paléographie musicale de Solesmes débuta la publication de ces travaux par dom André Mocquereau, des fac-similés de l'antiphonaire de Hartker furent choisis pour le premier tome. À la suite de la décision du pape Pie X en 1904, un antiphonaire de l'édition Vaticane parut en 1912, à la base du livre de Solesmes. Cependant, après la Première Guerre mondiale, cette version devint obsolète. Selon la volonté du pape, dom Joseph Gajard, nouveau directeur de l'abbaye, étudia systématiquement toutes les antiennes dans l'antiphonaire de Hartker.
Enfin, l'Antiphonale monasticum pro diumis Horis parut en 1934.
En 1979, l'abbaye sortit un nouveau Graduale Triplex destiné aux maîtres de chœur, spécialistes et musicologues, une autre version du Graduale Romanum (1974). Dans ce livre de chant, la notation est accompagnée de neumes des manuscrits de Saint-Gall y compris l'antiphonaire de Hartker ainsi que ceux d'Einsiedeln et de Laon. Pour cette publication, deux spécialistes, Rupert Fischier et Marie-Claire Billecocq avaient collaboré avec l'abbaye.

## Sa valeur auXXIesiècle

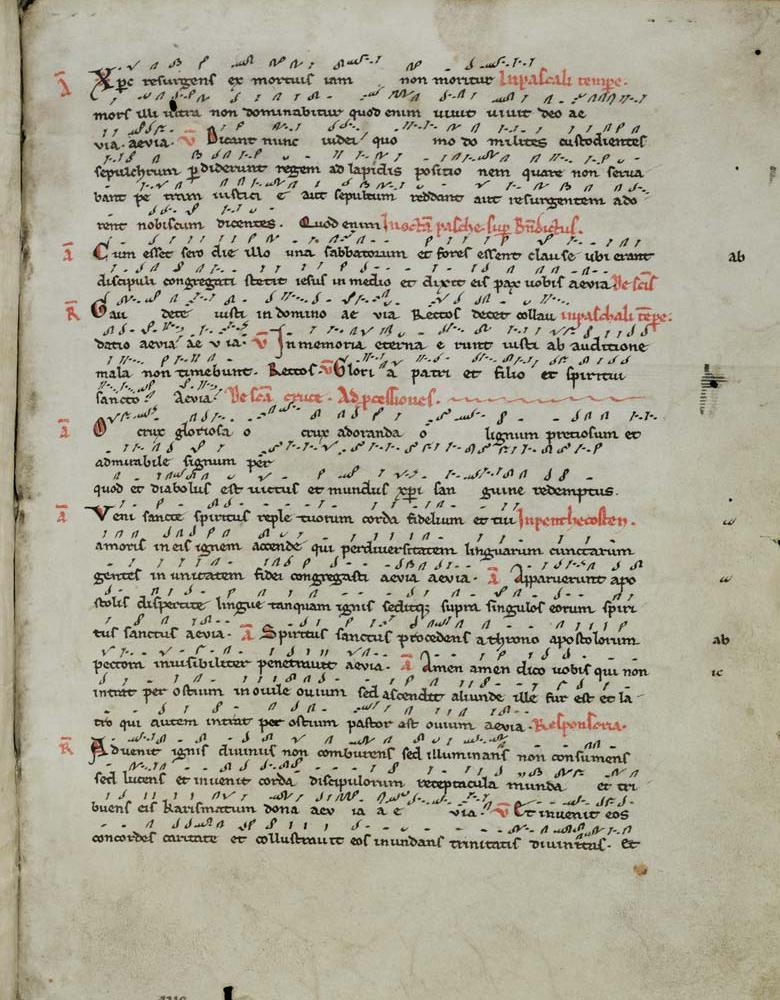
Ms 391, fol. 9.

Selon les doctorines du concile Vatican II, il faut que la restitution du chant grégorien soit de nos jours scientifiquement effectuée. C'est la raison pour laquelle l'abbaye Saint-Pierre de Solesmes continue à remanier l'antiphonaire. Au lieu de 1 000 antiennes déjà publiés au XXe siècle, l'abbaye achevera la publication d'environ 2 200 antiennes. L'antiphonaire de Hartker est finalement sélectionné en tant que base de sa rédaction en raison de sa qualité. 

« Les choix de restitution : les antiennes qui se trouvent dans les plus anciens manuscrits. Ici, la référence a été choisie le manuscrit dit « de Hartker », c'est-à-dire l'antiphonaire de l'office contenu dans le manuscrit 390-391 de la Stiftsbibliotek de Saint-Gall, copié aux alentours de l'an 1000. Il constitue pratiquement le plus ancien témoin neumé du répertoire de l'office. À quelques rares incertitudes près, la comparaison avec plusieurs autres manuscrits a permis d'établir la mélodie consignées par les neumes de ce manuscrit, reconnu par l'ensemble de la critique pour sa richesse en compositions, sa cohérence dans le vocabulaire grégorien, sa régularité et sa précision dans l'édition. »

— Dom Daniel Saulnier, Projet d'un nouvel antiphonaire monastique (2005)

## Contenu

### 1ertome(n°390)
Antiphonarium officii no 390 fac-similé
p. 14-82 : du 1er dimanche de l'Avent au 5e dimanche après l'Épiphanie
p. 83-101 : office férial
p. 101-105 : office de la Trinité
p. 105-134 : sanctoral de Sébastien à l'Annonciation
p. 134-186 : temporal de la Septuagésime au Jeudi saint
p. 187-194 : extrait du Tonaire, des Communs et de la Psalmodie alléluiatique

### 2etome(n°391)
Antiphonarium officii no 391 fac-similé
p. 1-8 : extrait du Tonaire

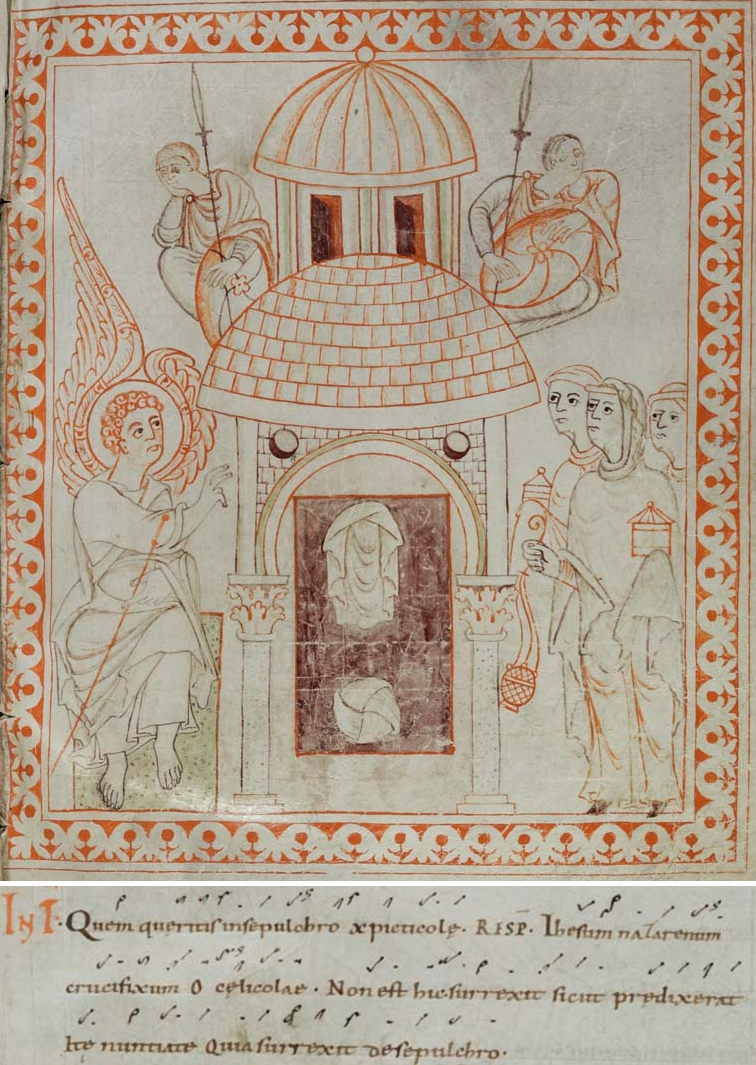
Ms 391, fol. 33 ainsi que 37 (notation partielle).

(p. 9-22 : addition effectuée au XIIIe siècle)
p. 217-236 : du Vendredi saint au mercredi de Pâques
p. 237-244 : remaniement du mercredi de Pâques au 4e dimanche après Pâques
p.245-272 : de saint Philippe et saint Jacques le mineur à la Pentecôte
p.273-302 : sanctoral du 24 juin au 29 août
(P.303-304 : addition du XIIIe siècle)
p. 305-308 : Nativité de Marie
(p. 309-311 : addition du XIIIe siècle)
p. 311-340 : sanctoral de Maurice à Othmar
p. 341-344 : remaniement concernant Othmar
p. 345-359 : sanctoral d'Othmar à André
p. 360-386 : Communs
p. 386-389 : Afra
p. 389-394 : Office des défunts
p. 395-420 : Historiæ bibliques
p. 420-425 : Antiennes pour les cantiques Benedicite (Cantique des trois enfants), Benedictus, Magnificat
p. 426-432 : dimanches après Pentecôte
(p. 433-438 : addition du XIIIe siècle)
p. 439-452 : invitatoires et mélodies du psaume 94
(p. 452-454 : addition du XIIIe siècle)
p. 455-458 : extrait du Tonaire